# Paardenkastanjemineermot
De paardenkastanjemineermot (Cameraria ohridella) is een vlinder uit de familie van de mineermotten (Gracillariidae). De rups leeft uitsluitend van de witte paardenkastanje. De wetenschappelijke naam van de soort is in 1986 gepubliceerd door G. Deschka en N. Dimic.

## Achtergrond
De ongeveer 5 mm grote vlinder komt oorspronkelijk waarschijnlijk uit Azië en werd in 1985 voor het eerst in Europa aangetroffen. Voor 1985 was de vlinder nog niet beschreven in de literatuur.
Sinds zijn ontdekking in 1985 in Noord-Macedonië heeft de paardenkastanjemineermot zich over Europa verspreid. De soort is in 1998 voor het eerst in Nederland aangetroffen en in 1999 in België. De larve leeft van bladmoes waardoor er bruine vlekken aan de bladeren ontstaan en deze kunnen afsterven. In het ergste geval kunnen bomen eind juni al hun bladeren al kwijt zijn.
De vlinder kan overleven bij temperaturen tot -23 °C. Natuurlijke vijanden van de vlinder zijn parasiterende wespen. Maar omdat slechts enkele soorten deze rupsen parasiteren heeft de rups nagenoeg geen natuurlijke vijanden. Verder doen mezen, zoals de pimpelmees zich tegoed aan de larven, maar eten er niet genoeg van om de populatie aanmerkelijk te verkleinen.
Sinds 2001 is een EU project, CONTROCAM ("Control of Cameraria") gestart om de gevolgen van de vlinder voor de natuur te voorspellen en bestrijdingsmethodes voor te stellen.

## Kenmerken
De voorvleugels zijn koperkleurig met een metaalglans, met aan de basis twee korte witte lengtestrepen met daar achter twee zwartgerande dwarsbanden en aan de punt drie of vier schuine strepen. De vleugelpunt is afgerond en heeft franjes.
De rups is plat, gelig of wittig en is duidelijk ingeknepen tussen de segmenten. De rups leeft onder de bovenhuid van het blad in een ronde ruimte die hij heeft uitgegeten uit het bladmoes, en deze is in het midden bruin als gevolg van de vloeibare uitwerpselen.

## Levenscyclus
De paardenkastanjemineermot kan drie of vier generaties per jaar hebben.
Begin mei worden de eitjes op de bovenzijde van het blad afgezet en na enkele weken komen deze uit. De larven vreten van binnenuit alle bladmoes tussen beide bladopperhuiden weg. De larven verpoppen zich in het blad. de poppen komen, bij zonnig weer, na twee weken uit. In Nederland komen twee volledige generaties per jaar voor. De derde generatie overwintert als pop in het afgevallen blad.

## Verspreiding van de paardenkastanjemineermot door Europa
- 1985 Noord-Macedonië
- 1989 Oostenrijk
- 1996 Duitsland
- 1997 Hongarije
- 1998 Tsjechië
- 1998 Nederland
- 1999 België
- 2002 Engeland
- 2003 Oekraïne

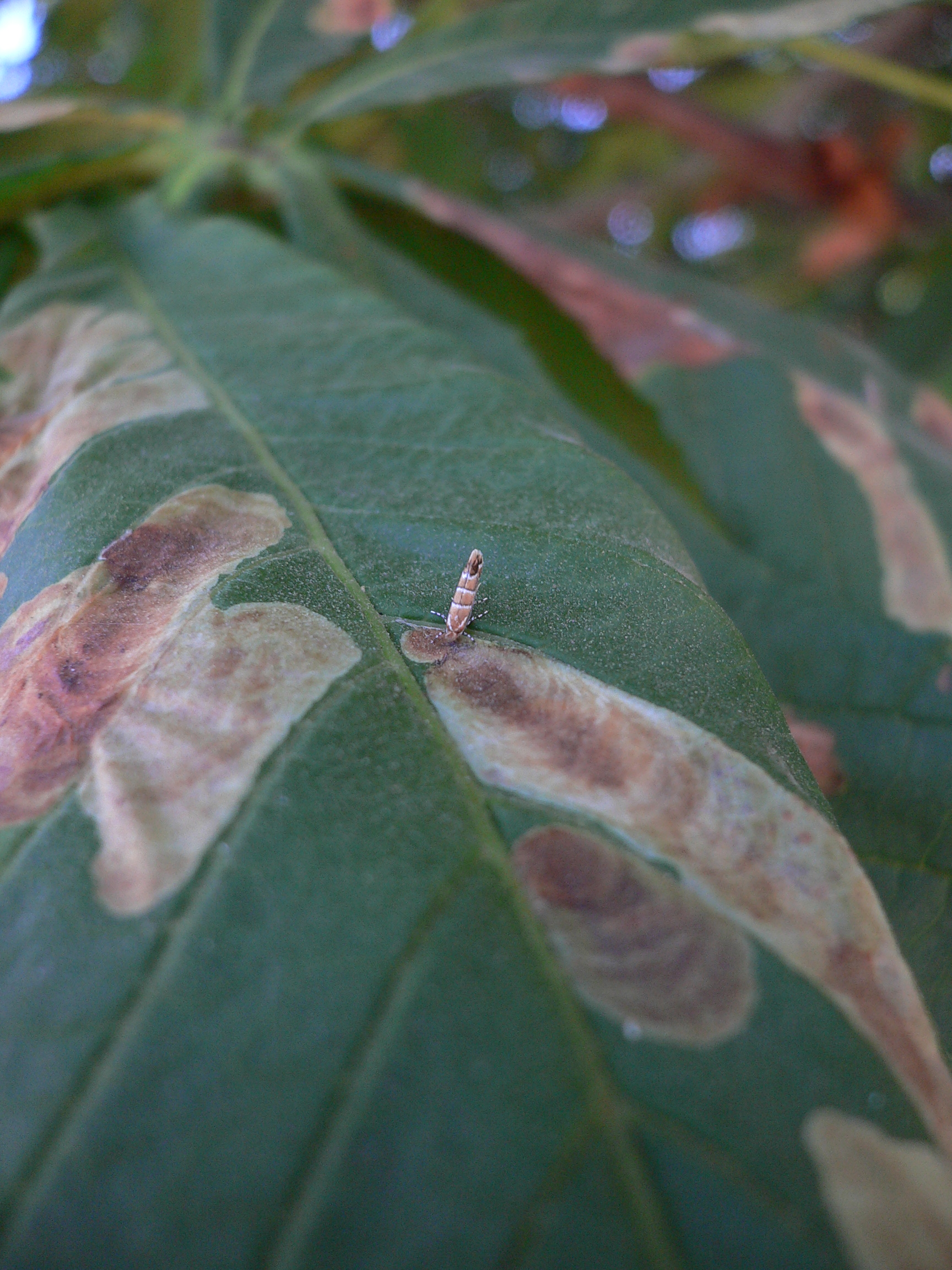
Paardenkastanjemineermot op blad paardenkastanje
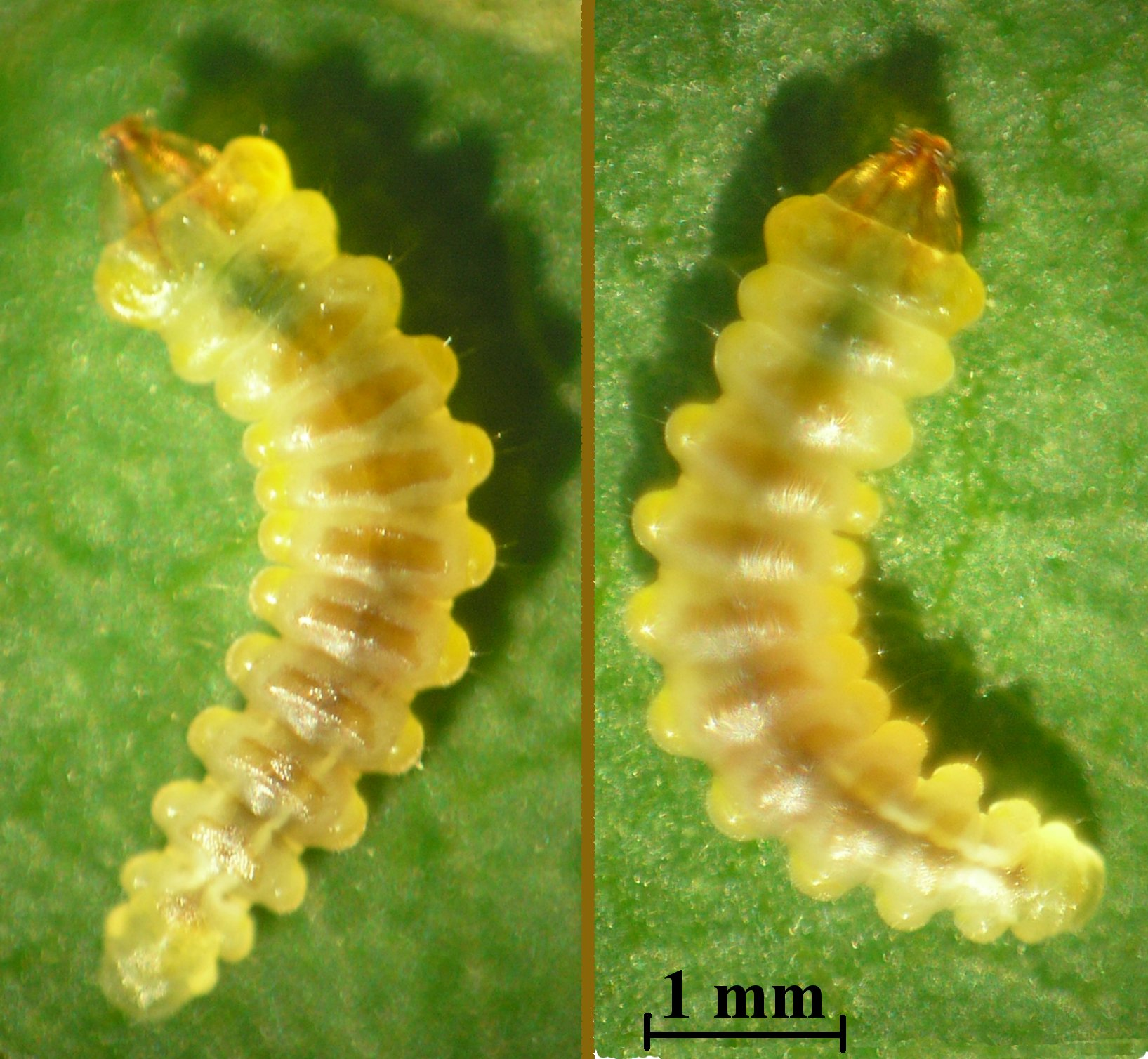
Rups
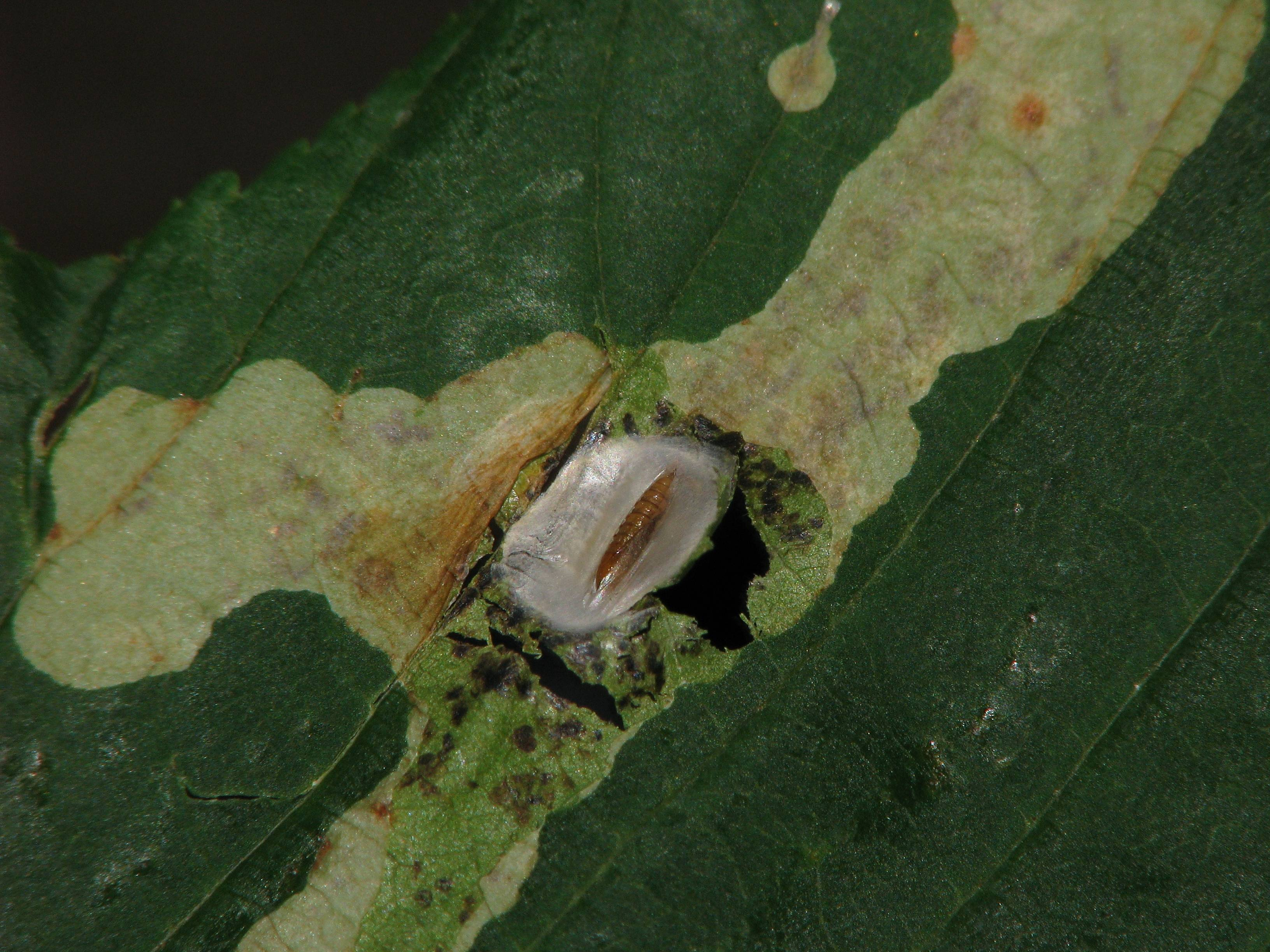
Pop
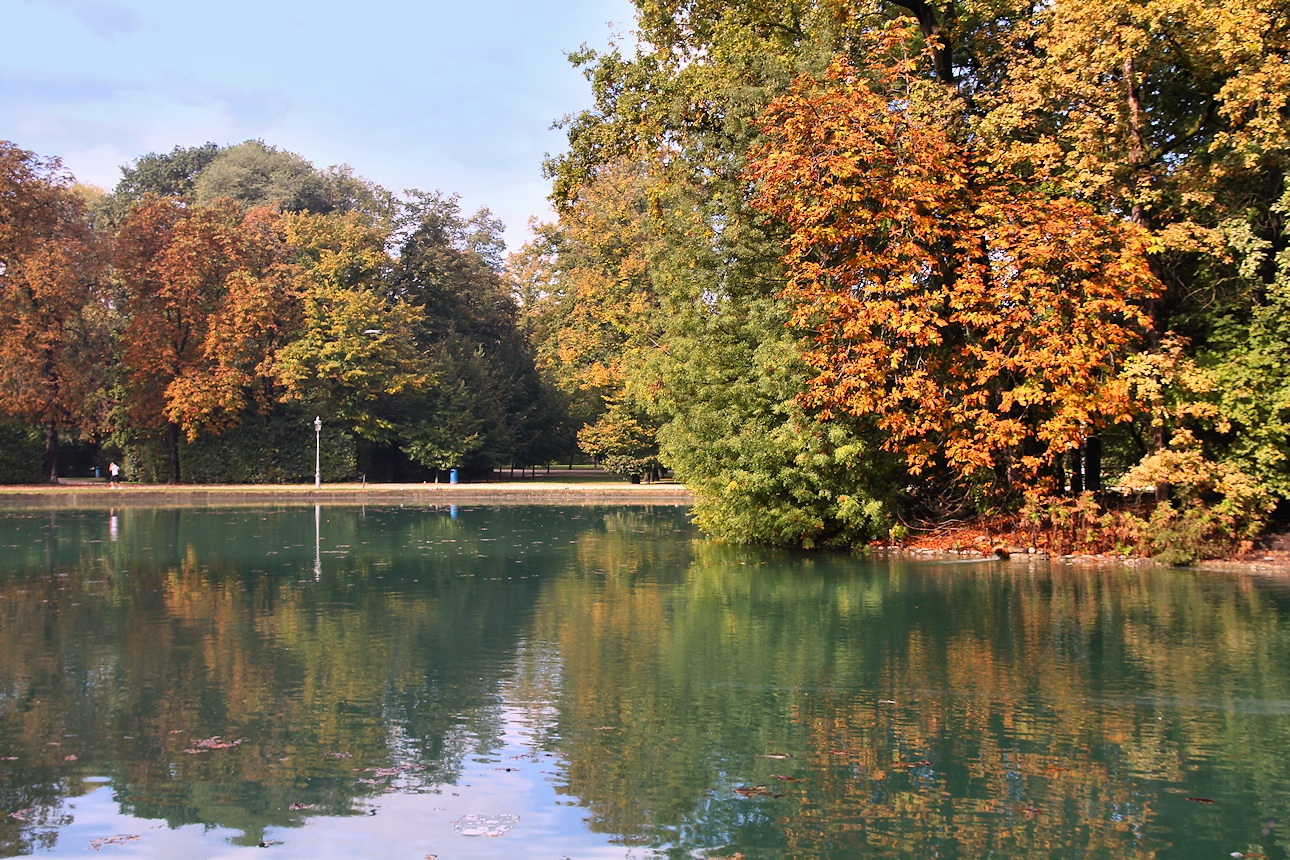
Italië